# Орлово (Щёлковский район)
Орлово — деревня в Щёлковском районе Московской области России, входит в состав сельского поселения Трубинское.

## Население
| 1646 | 1678 | 1704 | 1852 | 1859 | 1869 | 1899 |
| ---- | ---- | ---- | ---- | ---- | ---- | ---- |
| 18   | ↗47  | ↘41  | ↗261 | ↗276 | ↗285 | ↘126 |
| 1926 | 2002 | 2006 | 2010 |      |      |      |
| ↗262 | ↘39  | ↗47  | ↗60  |      |      |      |

## География
Деревня Орлово расположена на северо-востоке Московской области, в северной части Щёлковского района, примерно в 28 км к северо-востоку от Московской кольцевой автодороги и 15 км к северо-востоку от одноимённой железнодорожной станции города Щёлково (по дорогам — около 19 км), по левому берегу реки Лашутки бассейна Клязьмы.
В 3 км юго-восточнее деревни проходит Фряновское шоссе Р110, в 3 км к северо-востоку — Московское малое кольцо А107, в 12 км к северо-западу — Ярославское шоссе М8. Ближайшие населённые пункты — деревни Каблуково, Костюнино и посёлок Литвиново.
В деревне 7 улиц — Восточная, Луговая, Нагорная, Озёрная, Полевая, Речная и Центральная; приписано 5 садоводческих товариществ (СНТ).
Связана автобусным сообщением с городом Щёлково (маршрут № 20).

## История
Село Орлово, въ 1585 г., — сельцо, на рѣчкѣ Вздериношкѣ, Московскаго уѣзда, Бохова стана, «вотчина Троицы-Сергіева монастыря, что было прежъ сего Васильевская вотчина Яковлева сына Волынскаго; а въ сельцѣ дворы монастырскій, прикащичій и 3 людскихъ»— Писц. кн. 257, л. 385
В 1627 году архимандрит Троице-Сергиева монастыря Дионисий и келарь старец Александр продали сельцо Ивану Чемоданову, после смерти которого сельцом владели его дети — Богдан и Фёдор.
В 1646 году в деревне Орлово числилось 10 крестьянских и 3 бобыльских двора с 18 жителями.
В 1677 году в деревне была построена деревянная церковь Николая Чудотворца, после чего Орлово стало именоваться селом.
В 1678 году в селе находились двор вотчинников (6 человек деловых людей), 4 двора задворных людей (15 человек) и 7 крестьянских дворов (26 человек).
В 1704 году — 10 крестьянских дворов с 41 жителем.
В 1709 году владельцем села становится Родион Крестьянович Боур, а затем его сын Родион.
В дальнейшем село принадлежало Наталье Романовне, урождённой Брюс, жене Ивана Ивановича Альбрехта (1742), их племяннику — Якову Александровичу Брюсу (1761), князю Павлу Николаевичу Щербатову (1763), Аграфене Ивановне Дурасовой (1774).
В середине XIX века сельцо Орлово относилось ко 2-му стану Богородского уезда Московской губернии и принадлежало графине Аграфене Фёдоровне Закревской. В сельце было 27 дворов, крестьян 128 душ мужского пола и 133 души женского.
В «Списке населённых мест» 1862 года — владельческая деревня 2-го стана Богородского уезда Московской губернии на Хомутовском тракте, в 34 верстах от уездного города и 16 верстах от становой квартиры, при речке Зверинке, с 27 дворами и 276 жителями (136 мужчин, 140 женщин).
По данным на 1869 год — деревня Гребневской волости 3-го стана Богородского уезда с 42 дворами, 49 деревянными домами и 285 жителями (138 мужчин, 147 женщин), из которых 8 грамотных. При деревне работали бумаго-ткацкая фабрика и шёлково-ткацкое заведение. Количество земли составляло 372 десятины, в том числе 186 десяти пахотной. Имелось 42 лошади, 51 единица рогатого и 33 единицы мелкого скота.
В 1913 году — 51 двор.
По материалам Всесоюзной переписи населения 1926 года — центр Орловского сельсовета Щёлковской волости Московского уезда в 3 км от Анискинского шоссе и 18 км от станции Щёлково Северной железной дороги, проживало 262 жителя (117 мужчин, 145 женщин), насчитывалось 57 хозяйств (55 крестьянских).
С 1929 года — населённый пункт Московской области.
1994—2006 гг. — деревня Трубинского сельского округа Щёлковского района; с 2006 года — деревня сельского поселения Трубинское Щёлковского муниципального района.